# Serie B 2001-2002 (hockey su pista)
La Serie B 2001-2002 è stato il torneo di terzo livello del campionato italiano di hockey su pista per la stagione 2001-2002.
Al termine del campionato sono state promosse in Serie A2 la Scandianese e la Salernitana.

## Prima fase

### Girone A

#### Squadre partecipanti
| Club              | Città                      | Impianto                         | Stagione precedente    |
| ----------------- | -------------------------- | -------------------------------- | ---------------------- |
| Agrate Brianza    | Agrate Brianza (MB)        | Centro Sportivo Santa Caterina   | 4º in Serie B girone A |
| Breganze (B)      | Breganze (VI)              | PalaFerrarin                     |                        |
| Edera Trieste     | Trieste                    | PalaChiarbola                    |                        |
| Montecchio M.     | Montecchio Maggiore (VI)   | Palasport di Montecchio Maggiore | 5º in Serie B girone A |
| Montecchio P. (B) | Montecchio Precalcino (VI) | PalaVaccari                      |                        |
| Sandrigo (B)      | Sandrigo (VI)              | Palasport di Sandrigo            |                        |

#### Classifica finale
|  | Pos. | Squadra           | Pt | G  | V  | N | P | GF | GS | DR  |
|  | ---- | ----------------- | -- | -- | -- | - | - | -- | -- | --- |
|  | 1.   | Sandrigo (B)      | 30 | 10 | 10 | 0 | 0 | 59 | 22 | +37 |
|  | 2.   | Agrate Brianza    | 16 | 10 | 5  | 1 | 4 | 33 | 38 | -5  |
|  | 3.   | Breganze (B)      | 15 | 10 | 4  | 3 | 3 | 48 | 48 | 0   |
|  | 4.   | Montecchio M.     | 14 | 10 | 4  | 2 | 4 | 36 | 38 | -2  |
|  | 5.   | Edera Trieste     | 8  | 10 | 2  | 2 | 6 | 40 | 44 | -4  |
|  | 6.   | Montecchio P. (B) | 3  | 10 | 1  | 0 | 9 | 25 | 51 | -25 |

Legenda:
  Qualificato alle poule promozione.
Note:
Tre punti a vittoria, uno per il pareggio, zero a sconfitta.
Il Sandrigo rinuncia a partecipare alla poule promozione.

### Girone B

#### Squadre partecipanti
| Club                    | Città                | Impianto                 | Stagione precedente         |
| ----------------------- | -------------------- | ------------------------ | --------------------------- |
| Amatori Lodi (B)        | Lodi                 | PalaCastellotti          |                             |
| Correggio               | Correggio (RE)       | Palasport Dorando Pietri |                             |
| Modena (B)              | Modena               | PalaMolza                |                             |
| Scandianese             | Scandiano (RE)       | PalaRegnani              | 11º in Serie A1, retrocesso |
| Rotellistica Ceparanese | Ceparana-Bolano (SP) |                          | 3º in serie B girone B      |
| Sarzana                 | Sarzana (SP)         | Pista Vecchio Mercato    | 5º in serie B girone B      |

#### Classifica finale
|  | Pos. | Squadra                 | Pt | G  | V  | N | P | GF | GS | DR  |
|  | ---- | ----------------------- | -- | -- | -- | - | - | -- | -- | --- |
|  | 1.   | Scandianese             | 30 | 10 | 10 | 0 | 0 | 87 | 36 | +51 |
|  | 2.   | Sarzana                 | 16 | 10 | 5  | 1 | 4 | 58 | 52 | +6  |
|  | 3.   | Correggio               | 13 | 10 | 4  | 1 | 5 | 53 | 62 | -9  |
|  | 4.   | Modena (B)              | 12 | 10 | 4  | 0 | 6 | 44 | 47 | -3  |
|  | 5.   | Rotellistica Ceparanese | 10 | 10 | 3  | 1 | 6 | 43 | 66 | -23 |
|  | 6.   | Amatori Lodi (B)        | 5  | 10 | 1  | 2 | 7 | 51 | 73 | -22 |

Legenda:
  Qualificato alle poule promozione.
Note:
Tre punti a vittoria, uno per il pareggio, zero a sconfitta.

### Girone C

#### Squadre partecipanti
| Club                | Città          | Impianto      | Stagione precedente    |
| ------------------- | -------------- | ------------- | ---------------------- |
| Antrodoco           | Antrodoco (RI) |               |                        |
| Matera (B)          | Matera         | Sportintenda  |                        |
| Mens Sana Siena     | Siena          |               | 4º in Serie B girone B |
| Salernitana         | Salerno        | PalaTulimieri |                        |
| Primavera Prato (B) | Prato          | PalaRogai     | 1º in Serie B girone B |
| SCS 84 Follonica    | Follonica (GR) | Pista Armeni  |                        |

#### Classifica finale
|  | Pos. | Squadra             | Pt | G  | V | N | P | GF | GS | DR  |
|  | ---- | ------------------- | -- | -- | - | - | - | -- | -- | --- |
|  | 1.   | Salernitana         | 27 | 10 | 9 | 0 | 1 | 69 | 33 | +36 |
|  | 2.   | Matera (B)          | 20 | 10 | 6 | 2 | 2 | 87 | 53 | +34 |
|  | 3.   | Primavera Prato (B) | 19 | 10 | 6 | 1 | 3 | 49 | 50 | -1  |
|  | 4.   | SCS 84 Follonica    | 13 | 10 | 4 | 1 | 5 | 65 | 47 | +18 |
|  | 5.   | Mens Sana Siena     | 4  | 10 | 1 | 1 | 8 | 41 | 68 | -27 |
|  | 6.   | Antrodoco           | 1  | 10 | 0 | 1 | 9 | 31 | 93 | -62 |

Legenda:
  Qualificato alle poule promozione.
Note:
Tre punti a vittoria, uno per il pareggio, zero a sconfitta.

## Poule promozione
La poule promozione della serie B 2001-2002 si è disputata presso il PalaTulimieri a Salerno dal 27 al 28 aprile 2002.

### Risultati
| Salerno 27 aprile 2002 | Matera | 1 – 3 | Scandianese | PalaTulimieri |

| Salerno 27 aprile 2002 | Salernitana | 7 – 3 | Agrate Brianza | PalaTulimieri |

| Salerno 27 aprile 2002 | Matera | 2 – 1 | Agrate Brianza | PalaTulimieri |

| Salerno 27 aprile 2002 | Salernitana | 3 – 3 | Scandianese | PalaTulimieri |

| Salerno 28 aprile 2002 | Scandianese | 10 – 2 | Agrate Brianza | PalaTulimieri |

| Salerno 28 aprile 2002 | Salernitana | 2 – 2 | Matera | PalaTulimieri |

### Classifica finale
|  | Pos. | Squadra        | Pt | G | V | N | P | GF | GS | DR  |
|  | ---- | -------------- | -- | - | - | - | - | -- | -- | --- |
|  | 1.   | Scandianese    | 7  | 3 | 2 | 1 | 0 | 16 | 6  | +10 |
|  | 2.   | Salernitana    | 5  | 3 | 1 | 2 | 0 | 12 | 8  | +4  |
|  | 3.   | Matera (B)     | 4  | 3 | 1 | 1 | 1 | 5  | 6  | -1  |
|  | 4.   | Agrate Brianza | 0  | 3 | 0 | 0 | 3 | 6  | 19 | -13 |

Legenda:
      Promosso in Serie A2 2002-2003.
Note:
Tre punti a vittoria, uno per il pareggio, zero a sconfitta.

## Verdetti
| Verdetto             | Club                    |
| -------------------- | ----------------------- |
| Promosse in Serie A2 | Scandianese Salernitana |